# Trident 80
De Trident 80 is een kajuitzeilboot van de Franse werf  SMAP Neptune, die werd geproduceerd tussen 1976 en 1982.

## Beschrijving

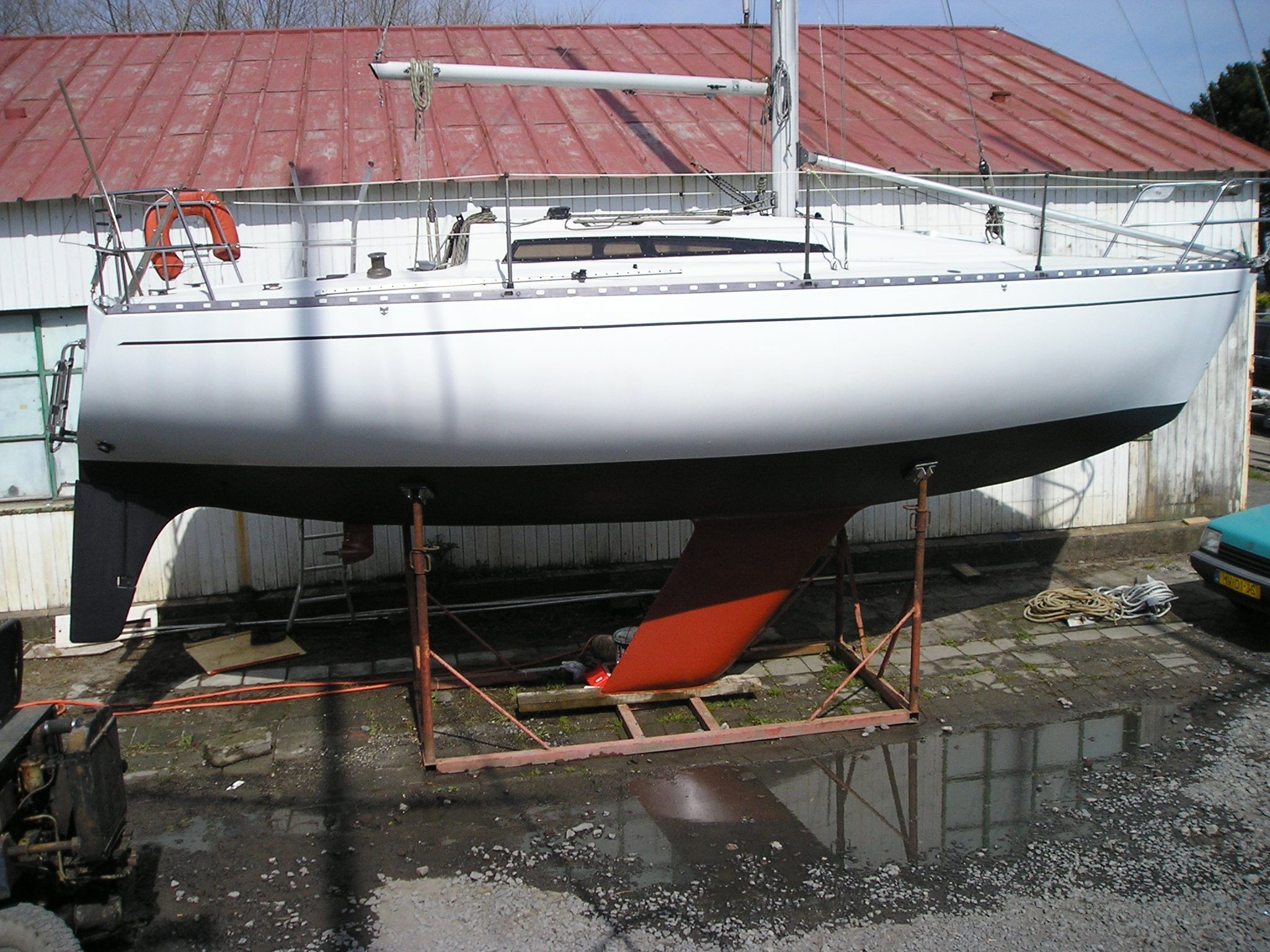
Trident 80 op de bok

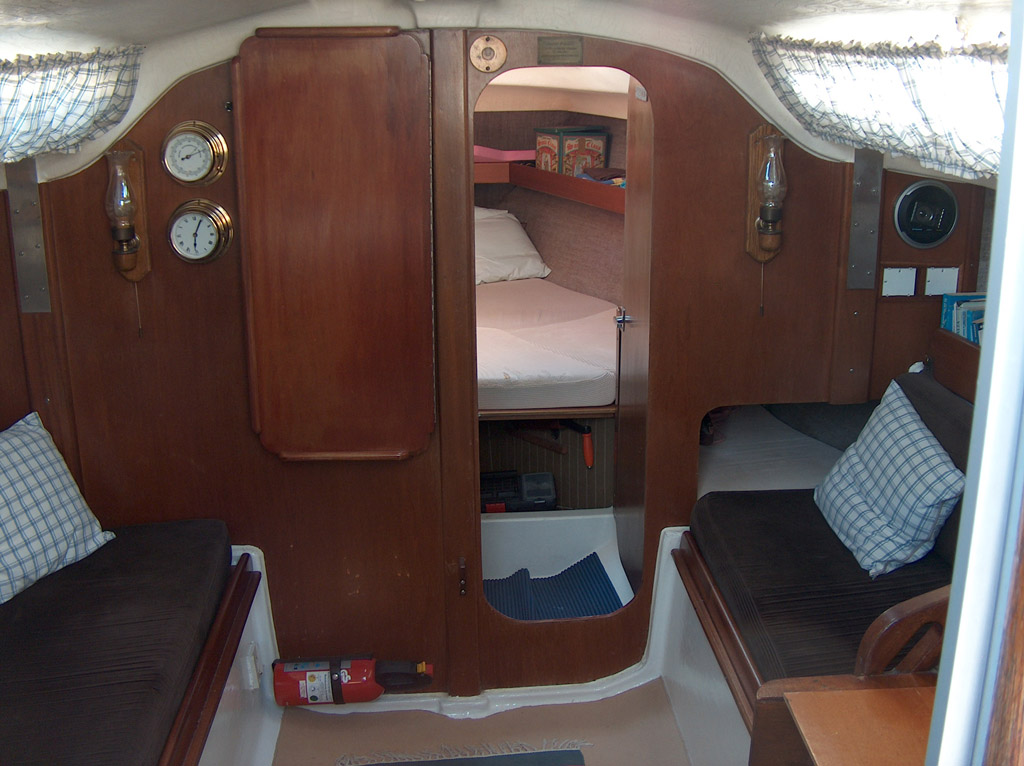
Kajuit

De Trident 80 werd ontworpen door scheepsarchitect Daniel Tortarolo. Het is een rondspant met vinkiel en heeft vrij een modern gelijnd flushdek welke de boot een jong aanzien geeft. Door de in verhouding brede romp is de kajuit ruim in vergelijking met andere schepen van dezelfde leeftijd en lengte.
Afmetingen:
- Lengte: 7,95 m
- Waterlijnlengte: 7,1 m
- Breedte: 2,95 m.
- Doorvaarhoogte: 11 m.
- Diepgang: 1,60 m (diepe kiel) of 1,45 m (ondiepe kiel).
- Stahoogte 1,80 m
- Waterverplaatsing: 2350kg
- Ballast 950kg (40,4%)

Het schip is torengetuigd en voert verschillende zeilen:
- Een grootzeil van 11 m2
- Drie voorzeilen van verschillende afmetingen:
  - stormfok van 4 m2
  - een fok van 14 m2
  - een 150% genua van 24 m2
- Een voordewindse spinnaker van 50m2.
- Sommige Tridents zijn uitgebreid met een uitschuifbare boegspriet waarop een gennaker wordt gevoerd. Deze is af werf echter niet geleverd.

Bij de bouw van het schip kon men kiezen voor verschillende motoren waaronder de Renault Couach en de Yanmar YSE8 / YSB8. Ook werden er Trident 80 's gebouwd die werden voorzien van een buitenboordmotor.
De romp van het schip is gebouwd van polyesterglasvezel. Het dek is een polyester/balsa sandwich constructie.
De vinkiel is van gietijzer en is met kielbouten aan de romp bevestigd. De mast, met een lengte van ongeveer 10 meter, wordt recht gehouden door een dubbel zijstag met één stel zalingen, een voorstag, een door middel van een handwiel verstelbaar achterstag en een babystag. De giek is van het korte (Franse) type. De Trident 80 heeft vijf slaapplaatsen, waaronder een dubbele in de voorpiek, een kombuis en een natte ruimte waar zich een toilet en wasbak met handdouche bevindt.
Er werden in het totaal ongeveer 600 exemplaren van gebouwd in verschillende versies, waaronder de hn PTE 12 (ondiepe kiel) en de hn GTE 12,5 (diepe kiel)